# 浩生不害
浩生不害，姓浩生，名不害，另說名不害，字浩生。戰國時齊國人，生卒年不詳。孟子弟子。曾有說以為與告子為同一人。

## 生平
浩生不害曾問孟子樂正子為人，孟子稱樂正子為善人、信人。浩生不害追問，何謂善？何謂信？孟子回答，人人皆覺得其人可愛則為善，而確實善則為信。

## 稱號
- 北宋政和五年（1115年）：東阿伯
- 明朝萬曆三十九年（1611年）：先儒浩生氏